# مرکز آموزش علمی کاربردی شماره یک الشتر
مرکز آموزش علمی کاربردی شماره یک الشتر یکی از واحدهای دانشگاه جامع علمی کاربردی است. این واحد در شهر الشتر قرار دارد.